# James Horton (cầu thủ bóng đá, sinh năm 1909)
James Horton (sinh năm 1909) là một cầu thủ bóng đá người Anh từng thi đấu ở vị trí Hậu vệ.

## Sự nghiệp
Sinh ra ở Newark, Horton ký hợp đồng với Bradford City vào tháng 6 năm 1933 từ Newark Town, rời câu lạc bộ vào tháng 8 năm 1936 để đầu quân cho Boston United. Trong thời gian với Bradford City ông có 3 lần ra sân ở Football League.